# François Bonnardot
François Bonnardot (* 19. November 1843 in Demigny, Département Saône-et-Loire; † 10. Mai 1926 in Conflans-Sainte-Honorine) war ein französischer Historiker, Romanist und Mediävist.

## Leben und Werk
Bonnardot war Absolvent der École nationale des chartes, dann Archivar und Bibliothekar in Orléans, Paris und Verdun.  

## Werke
- (Mitarbeit) La guerre de Metz en 1324. Poème du XIVe siècle, hrsg. von  Ernest de Bouteiller, Paris 1875, Amsterdam 1970
- (Hrsg. mit Auguste Longnon) Le saint voyage de Jherusalem du seigneur d’Anglure, Paris 1878, New York 1966
- (Hrsg. mit René de Lespinasse) Le livre des métiers d’Étienne Boileau, Paris 1879, Genf 1980, Paris 2005
- (Hrsg.) Registres des délibérations du Bureau de la ville de Paris 1. 1499–1526, Paris 1883; 4. 1552–1558, Paris 1888; 7. 1572–1576, Paris 1893; 9, 1586–1590, Paris 1902
- (Hrsg.) Le Psautier de Metz. Tome premier. Texte intégral. Texte du XIVe siècle. Edition critique publiée d’après quatre manuscrits, Paris 1884, Genf 1974
- Miracles de Nostre Dame par personnages, hrsg. von  Gaston Paris und Ulysse Robert. Band 8. Glossaire. Index des noms. Registre des citations latines, françaises, Paris 1893, New York 1966
- (Hrsg. mit Georg Wolfram) Les Voeux de l’épervier. Kaiser Heinrichs VII. Romfahrt, Metz 1895
- La Suppression des huissiers, Paris 1901